# Rufo (nome)
Rufo  è un nome proprio di persona italiano maschile.

## Varianti
- Maschili: Ruffo[1][2][3]
  - Alterati: Rufino[2], Rufillo[2], Ruffillo[2][3]
- Femminili: Rufa[2]
  - Alterati: Rufina[2], Rufilla[2], Ruffilla[2]

### Varianti in altre lingue
- Bulgaro: Руф (Ruf)
- Catalano: Ruf
- Inglese: Rufus[4]
- Latino: Rufus[4]
  - Alterati: Rufillus, Ruffillus

- Portoghese: Rufus
- Russo: Руф (Ruf)
- Spagnolo: Rufo
- Ucraino: Руф (Ruf)

## Origine e diffusione
Deriva dal cognomen latino Rufus, letteralmente "rosso", "fulvo", "dai capelli rossi" (lo stesso significato di Pirro, Porfirio, Rosso e Milziade). Il nome Rufino è un patronimico di Rufo, anche se ad oggi può essere usato come suo semplice diminutivo.
Il nome è brevemente citato da san Paolo nella lettera ai Romani 16:13. In Italia, la forma Rufo è accentrata in Campania, Ruffo in Toscana e Ruffillo in Emilia e in Romagna. La diffusione riflette il culto di vari santi, tra cui san Rufo di Capua e san Rufillo, vescovo di Forlimpopoli. In inglese, il nome si è diffuso nella forma Rufus in seguito alla Riforma protestante.

## Onomastico
Il nome venne portato da numerosi fra i primi santi. L'onomastico si può festeggiare quindi in una di queste date:

- 18 luglio, san Rufillo, vescovo di Forlimpopoli[8]
- 29 luglio, san Rufo, martire con i santi Semplicio, Faustino e Viatrice a Roma[8]
- 27 agosto, san Rufo, vescovo di Capua e martire sotto Diocleziano[6][8]
- 17 ottobre, san Rufo, martire con san Zosimo[8]
- 14 novembre, san Rufo, vescovo di Avignone[8]

## Persone
- Rufo Emiliano Verga, calciatore italiano

### Antica Roma
- Rufo, console nel 457
- Rufo, console nel 492
- Lucio Verginio Rufo, politico e generale del I secolo
- Marco Celio Rufo, politico del I secolo a.C.
- Publio Rutilio Rufo, politico, generale e storico del II secolo a.C.
- Publio Sulpicio Rufo, politico e generale del II secolo a.C.
- Quinto Curzio Rufo, storico del I o II secolo
- Quinto Minucio Rufo, politico e generale, console nel 197 a.C.
- Servio Sulpicio Rufo - oratore e giureconsulto, amico di Cicerone e Trebazio, console repubblicano nel 51 a.C.
- Valgio Rufo, poeta del I secolo a.C.
- Vario Rufo, poeta del I secolo a.C.

### Variante Rufus
- Rufus, attore francese

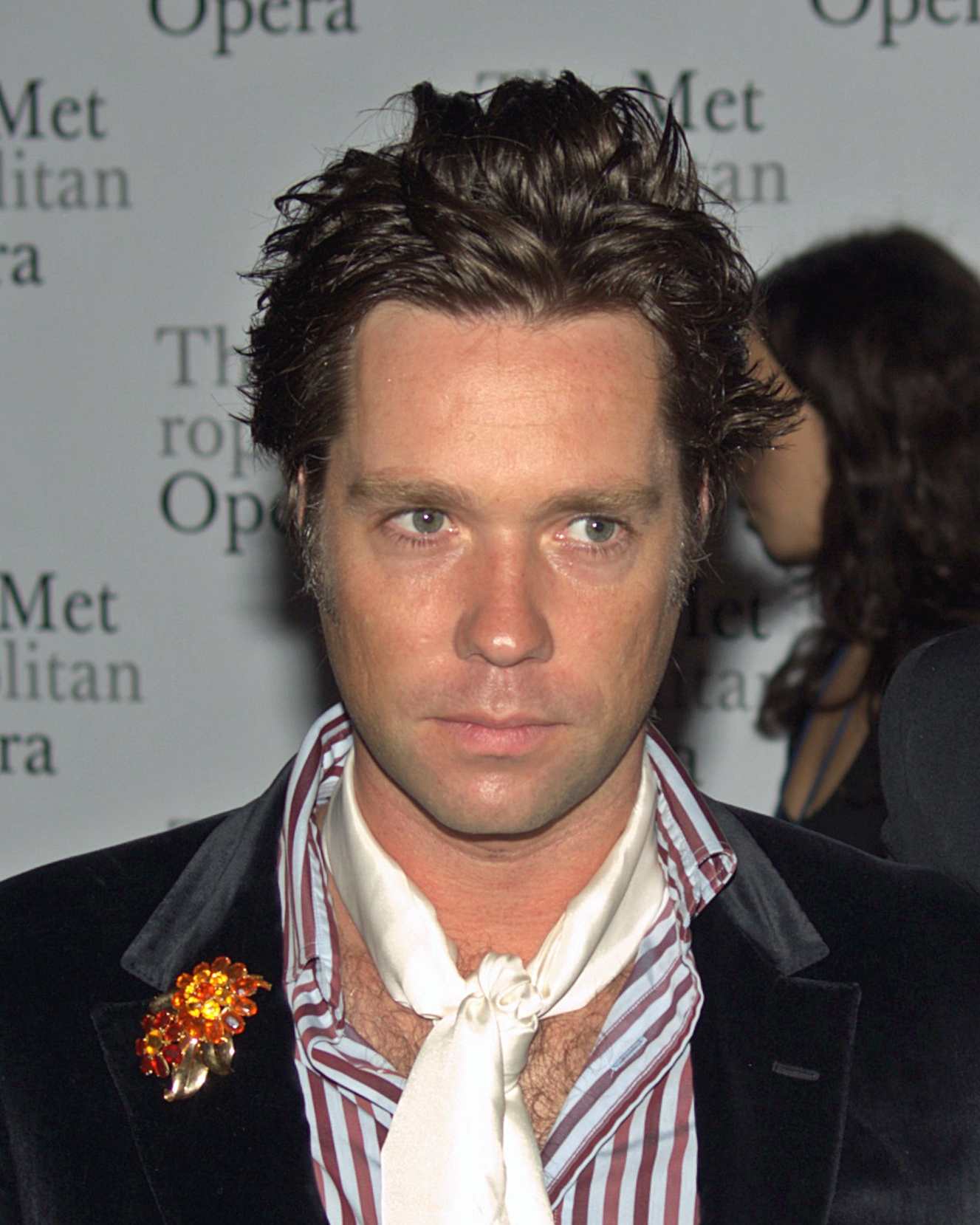
Rufus Wainwright

- Rufus Gillmore, giornalista e scrittore statunitense
- Rufus Hound, conduttore televisivo e comico britannico
- Rufus King, diplomatico, politico e avvocato statunitense
- Rufus King, scrittore statunitense
- Rufus McCain, criminale statunitense
- Rufus Philpot, bassista britannico
- Rufus Sewell, attore britannico
- Rufus Thomas, cantante statunitense
- Rufus Wainwright, cantautore canadese

## Il nome nelle arti
- Rufus è un personaggio della serie animata Kim Possible.
- Rufus Humphrey è un personaggio della serie di romanzi Gossip Girl, scritta da Cecily von Ziegesar, e dell'omonima serie televisiva da essa tratta.
- Rufus Scrimgeour è un personaggio della serie di romanzi e film Harry Potter, creata da J. K. Rowling.
- Rufus Shinra è un personaggio del videogioco Final Fantasy VII.
- Rufus è il protagonista maschile della serie videoludica Fuga da Deponia.